# فرنسيس سوليفان
فرنسيس سوليفان هو لاعب هوكي الجليد كندي، ولد في 7 يوليو 1917 في ريجاينا في كندا، وتوفي في 5 يناير 2007 في كالغاري في كندا.

## وصلات خارجية
- فرنسيس سوليفان على موقع EliteProspects.com (الإنجليزية)
- فرنسيس سوليفان على موقع أوليمبيديا (الإنجليزية)